# Desmodium axillare
Desmodium axillare är en ärtväxtart som först beskrevs av Olof Swartz, och fick sitt nu gällande namn av Dc. Desmodium axillare ingår i släktet Desmodium och familjen ärtväxter.

## Underarter
Arten delas in i följande underarter:
- D. a. acutifolium
- D. a. axillare
- D. a. stoloniferum